# Henry Digby
Pour les articles homonymes, voir Digby.
Henry Digby, né le 20 janvier 1770 à Bath et mort le 19 août 1842 à Sheerness, est un contre-amiral de la Royal Navy.

## Biographie
Il participe aux guerres de la Révolution française et aux guerres napoléoniennes. Il commande notamment le HMS Africa à la bataille de Trafalgar et est Commander-in-Chief, The Nore de 1840 à 1841.
Il se marie à la fille de Thomas Coke. Jane Digby est sa fille et Robert Digby est son oncle.